# کیسو، ناگانو (روستا)
کیسو، ناگانو (روستا) (به لاتین: Kiso, Nagano (village)) یک منطقهٔ مسکونی در ژاپن است که در Kiso District واقع شده‌است. کیسو ۱۴۰٫۵۰ کیلومترمربع مساحت و ۲٬۸۵۱ نفر جمعیت دارد.